# Irina Archipova

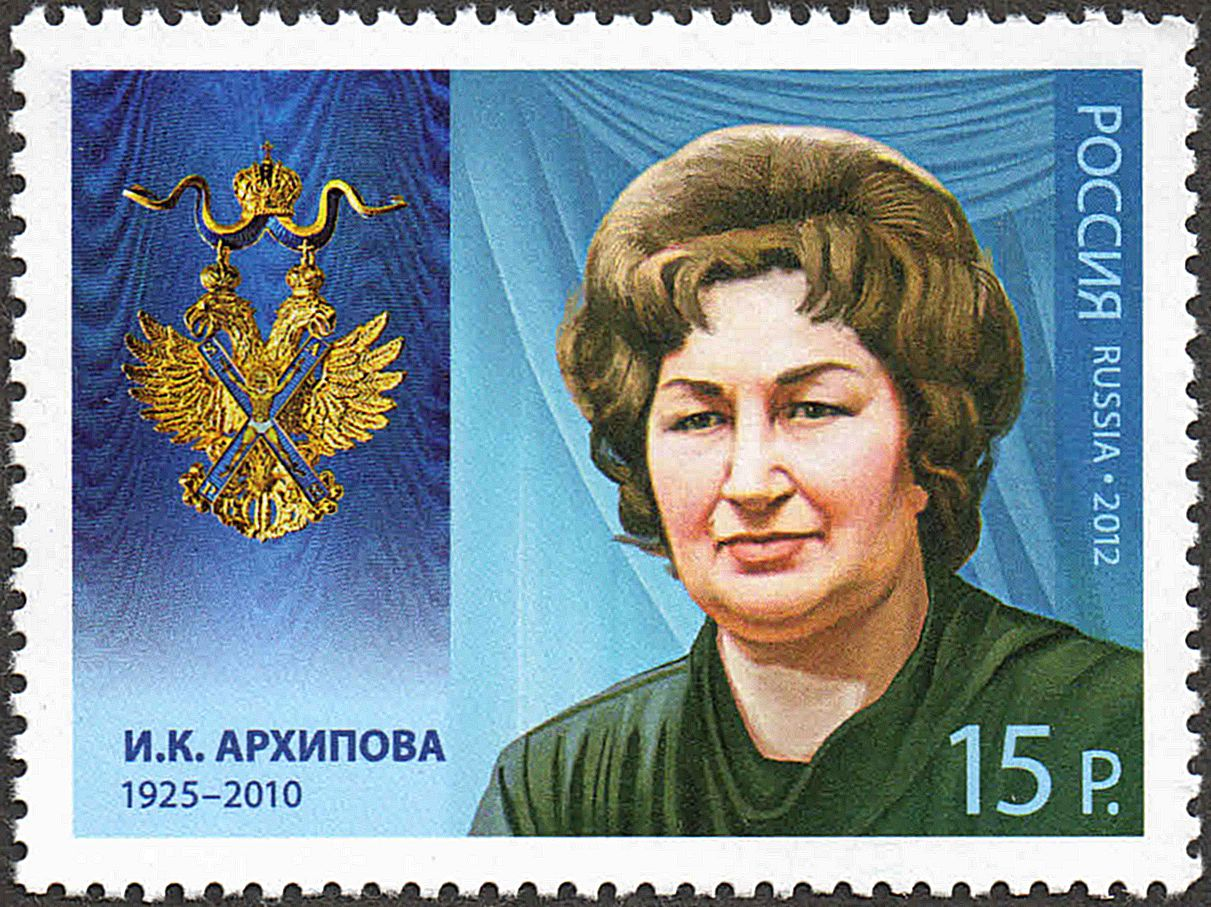
Irina Archipova op een Russische postzegel uit 2012

Irina Konstantinovna Archipova (Russisch: Ирина Константиновна Архипова) (Moskou, 2 januari 1925 - aldaar, 11 februari 2010) was een Russische operazangeres met als stemtype mezzosopraan, soms alt. Zij was gehuwd met de tenor Vladislav Piavko.

## Biografie
Ze studeerde architectuur, maar nam daarna zanglessen aan het conservatorium van Moskou. Haar carrière bij de opera begon vervolgens in Sverdlovsk in 1954. Twee jaar later maakte ze de overstap naar het fameuze Bolsjojtheater in Moskou, waar de sopraan Galina Visjnevskaja en zij de topdiva's werden.
Het hoogtepunt van haar carrière als mezzosopraan lag in de jaren zestig en zeventig. In die tijd trad ze met het Bolsjojgezelschap op in bekende theaters als de Scala van Milaan en Covent Garden in Londen. Haar bekendste vertolking was die van Marfa in de opera Chovansjtsjina van Moessorgski. Ook maakte zij indruk met haar meermalen opgenomen vertolking van de aria De dodenakker uit de cantate Alexander Nevski van Prokofjev.
In tegenstelling tot Visjnevskaja, die zich solidair verklaarde met dissidenten als Aleksandr Solzjenitsyn, speelde Archipova ook een politieke rol binnen de structuren van de Sovjet-Unie. Zij was jarenlang lid van de Opperste Sovjet. In 1993 stichtten zij en Piavko de Irina Arkhipova Foundation, die jonge zangers stimuleert en ondersteunt.
Archipova overleed na een kort ziekbed op 85-jarige leeftijd aan een hartaanval.

## Repertoire (selectie)
- Verdi: Aida (Amneris) - Don Carlos (Eboli) - Il trovatore (Azucena) - Un ballo in maschera (Ulrica)
- Tsjaikovski: Jevgeni Onegin (Filipjevna) - De Maagd van Orleans (Giovanna d'Arco) - Schoppenvrouw (Contessa) - Mazeppa (Ljoebov)
- Prokofjev: Oorlog en Vrede (Sonja)
- Moessorgski: Boris Godoenov (Marina) - Chovansjtsjina (Marfa)
- Dargomyzjski: De Stenen Gast (Laura)
- Rimski-Korsakov: De Tsarenbruid (Ljoebasja)
- Bizet: Carmen (Carmen)
- Jules Massenet: Werther (Charlotte)